# Akiko Dōmoto

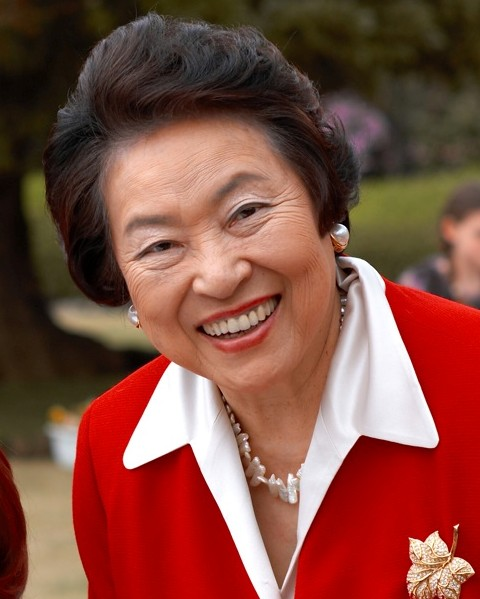
Gouverneurin Dōmoto 2005

Akiko Dōmoto (jap. 堂本 暁子, Dōmoto Akiko; * 31. Juli 1932 in Kalifornien) ist eine japanische Politikerin. Sie war von 2001 bis 2009 parteilose Gouverneurin der japanischen Präfektur Chiba.
Dōmoto studierte bis 1959 an der Tōkyō Joshi Daigaku und arbeitete anschließend für den Fernsehsender TBS. Für ihren Dokumentarfilm Baby Hotel erhielt sie 1980 mehrere Preise. 1989 wurde sie für die Sozialistische Partei Japans ins Sangiin gewählt. Später wechselte sie zur Neuen Partei Sakigake. Von 1994 bis 2000 vertrat sie die japanische Regierung bei der Weltnaturschutzunion, ab 1997 als stellvertretende Vorsitzende.
2001 kandidierte Dōmoto erfolgreich als Unabhängige bei der Gouverneurswahl in Chiba. Sie war landesweit erst die dritte Frau im Gouverneursamt nach Fusae Ōta (Osaka, 2000–2008) und Yoshiko Shiotani (Kumamoto, 2000–2008). Bei ihrer Wiederwahl 2005 wurde Dōmoto von der DPJ, der Kōmeitō, der SDP und dem Bürgernetzwerk Chiba unterstützt.
Bei der Gouverneurswahl am 29. März 2009 kandidierte Dōmoto nicht für eine dritte Amtszeit. Ihr Nachfolger wurde Kensaku Morita.